# Daphne (Alabama)
Daphne és una ciutat dels Estats Units a l'estat d'Alabama. Segons el cens del 2000 tenia 16.581 habitants.

## Demografia
Segons el cens del 2000, Daphne tenia 16.581 habitants, 6.563 habitatges, i 4.670 famílies. La densitat de població era de 475,3 habitants/km².
Dels 6.563 habitatges en un 34,2% hi vivien nens de menys de 18 anys, en un 58,6% hi vivien parelles casades, en un 9,8% dones solteres, i en un 28,8% no eren unitats familiars. En el 24,6% dels habitatges hi vivien persones soles el 5,5% de les quals corresponia a persones de 65 anys o més que vivien soles. El nombre mitjà de persones vivint en cada habitatge era de 2,5 i el nombre mitjà de persones que vivien en cada família era de 3,01.
Per edats la població es repartia de la següent manera: un 25,6% tenia menys de 18 anys, un 6,9% entre 18 i 24, un 31,6% entre 25 i 44, un 25,6% de 45 a 60 i un 10,3% 65 anys o més.
L'edat mediana era de 38 anys. Per cada 100 dones hi havia 94,9 homes. Per cada 100 dones de 18 o més anys hi havia 92,4 homes.
La renda mediana per habitatge era de 52.603 $ i la renda mediana per família de 61.563 $. Els homes tenien una renda mediana de 46.576 $ mentre que les dones 29.052 $. La renda per capita de la població era de 25.597 $. Aproximadament el 2,6% de les famílies i el 4,5% de la població estaven per davall del llindar de pobresa.

## Poblacions més properes
El següent diagrama mostra les poblacions més properes.